# 이케다 다쓰야
이케다 다쓰야(일본어: 池田 達哉, 1988년 5월 18일 ~ )는 일본의 전 축구 선수이다.

## 구단 경력
과거 오이타 트리니타에서 활동하였다.